# El Pou (Sant Martí de Centelles)
El Pou és un conjunt de Sant Martí de Centelles (Osona) protegit com a Bé Cultural d'Interès Local. És un conjunt d'edificacions formades per una torre, una masia, una font, una petita capella i diverses dependències agrícola ramaderes, en un recinte tancat.

## Descripció
L'accés al mas es fa per dues portes rectangulars, situades al nord i al nord oest, de dimensions considerables i que permeten accedir a un petit pati on es distribueixen les edificacions esmentades. La torre presenta una estructura rectangular organitzada en planta baixa i quatre pisos acabats amb una coberta a quatre vents de teula aràbiga. La tècnica constructiva d'aquest edifici es basa en l'ús de carreus ben treballats i de mida mitjana lligats amb argamassa i arrebossat a sobre imitant el carreu. Als extrems s'hi troben pedres cantoneres de mida homogènia i ben encaixades. Les obertures es disposen de forma vertical i simètrica emmarcades per llindes de pedra local treballada i un ampit format per un bloc de pedra treballat en tres motllures a les quatre façanes de la torre. Les obertures del darrer pis o les golfes són de dimensions més reduïdes i quadrangulars, sense ampit. L'accés es fa per una porta rectangular, també emmarcada per una llinda a la qual s'accedeix per una petita escalinata i un replà.
Les diverses reformes realitzades en aquest edifici van portar a la modificació de les obertures del primer pis que van passar a ser de dimensions reduïdes. Les funcions de caràcter defensiu de la torre es poden apreciar tant per la presència d'espitlleres situades al segon pis de l'estructura com per la presència de quatre petits canons a les cantonades superiors de l'edifici. El mas o habitatge del Pou es troba adossat per la seva banda est a la torre abans descrita. Es tracta d'un edifici rectangular amb entrada per les façanes nord i oest i que s'organitza en planta baixa i dos pisos. El fet d'estar construït sobre una lleugera pendent ha portat a la construcció d'una sobre estructura o contrafort al voltant de la planta baixa de l'edifici. La teulada és a doble vessant coberta amb teula aràbiga amb una doble cornisa i la tècnica constructiva utilitzada se centra en la pedra poc treballada i lligada amb argamassa, tenint com a principal element decoratiu les llindes de portes i finestres. Les obertures de la masia es disposen en ordre simètric en tota l'estructura. A la façana principal, a la planta baixa es disposa una porta quadrangular emmarcada per llindes de pedra ben treballada i tres obertures.
Al primer pis es disposen tres balcons, les obertures dels quals són de forma rectangular allargat i que es troben emmarcats per a la part superior per una llinda de pedra ben treballada, i pedres cantoneres al voltant i un ampit inferior motllurada on es subjecta la barana. A la llinda de l'obertura central s'hi troba esculpit en pedra un motiu ornamental circular i un rellotge de sol a l'extrem sud. Mentre que el segon pis s'organitza en tres obertures de dimensions mitjanes emmarcades, com a motiu decoratiu, amb pedra i amb un petit ampit, que a la central de les quals s'hi subjecta una barana. Les obertures de la façana nord són de forma quadrangular, emmarcades amb llindes de pedra amb un tractament senzill i dimensions més petites que a la façana principal, seguint també cert ordre simètric. Les construccions annexes dedicades a les tasques agrícoles i ramaderes es disposen en dues ales construïdes a la cara est i nord del mas i en una terrassa superior situada al nord-oest de la casa. Es tracta d'estructures rectangulars de pedra lligada amb morter i coberta de fusta i teula utilitzades principalment com estables per al bestiar.

## Història
Tot i que la primera referència històrica sobre el mas el Pou es remunta al fogatge de 1553 on trobem esmentat per primera vegada un personatge congnomitat amb el nom del mas: Joan Pou, la tipologia de l'edifici permetria recular la data constructiva de part del conjunt a l'època baix medieval. Les evidències arquitectòniques i constructives més immediates mostren que el mas va tenir la seva època d'esplendor durant l'època moderna. La seva situació lleugerament elevada i amb bones terres el convertiren en un punt privilegiat en el control del camí ral de Caldes de Montbui a la Plana de Vic, ben evidenciat amb la presència de la torre i les seves mesures defensives. Sense cap mena de dubte, aquest mas fou una de les cases fortes més destacades de la parròquia de Sant Martí juntament amb el mas Viladavall, les Comes, la Rovira i el Fabregar i la resta de masos del Pla de la Garga. La història del mas el Pou va lligada a la història de la seva família, aquesta va emparentar amb diversos masos de la zona, un dels més rellevants fou la família Castellar. Dins la història contemporània destaca la mort d'un dels seus membres durant la Guerra Civil Espanyola i la construcció d'una creu de recordatori. Actualment el mas continua essent una important explotació agrícola ramadera i s'ha remodelat gran part de l'edifici original.